# Cyphostemma pendulum
Cyphostemma pendulum är en vinväxtart som först beskrevs av Friedrich Welwitsch och John Gilbert Baker, och fick sitt nu gällande namn av Descoings. Cyphostemma pendulum ingår i släktet Cyphostemma och familjen vinväxter. Inga underarter finns listade i Catalogue of Life.